# Doumka (Balakirev)
Pour les articles homonymes, voir Doumka (musique) et Doumka (homonymie).
La Doumka en mi bémol mineur est une œuvre pour piano de Mili Balakirev, composée le 7 juin 1900 (20 juin dans le calendrier grégorien). Éditée la même année par Julius Heinrich Zimmermann, il s'agit de l'une des dernières partitions du compositeur russe, après quinze ans d'interruption dans sa carrière.

## Composition
La doumka, « qui signifie pensée passagère en ukrainien, est une forme de ballade épique et mélancolique initiée par Mykola Lyssenko. Balakirev en reprend la structure caractéristique alternant des moments tristes et joyeux ». Il compose sa Doumka en mi bémol mineur (Allegretto à 
) le 7 juin 1900 (20 juin dans le calendrier grégorien),. Cette pièce « marque son retour à la composition, après quinze ans de silence, et précède de fort peu le magnifique Deuxième Scherzo ».
La partition est éditée la même année à Leipzig, par Julius Heinrich Zimmermann, l'« éditeur idéal » selon le compositeur qui l'avait rencontré en 1899. Le soutien de cet éditeur permet au musicien russe de reprendre la composition, surmontant sa dépression et les incertitudes qui le minaient depuis des années.

## Analyse
La Doumka de Balakirev s'ouvre sur « une introduction en arabesque au-dessus d'une répétition rythmique »  avant d'être accompagnée en triolets de doubles croches.
Edward Garden analyse les contrastes apportés par les modulations entre mi bémol mineur et son relatif sol bémol majeur pour « assombrir imperceptiblement » la mélodie.
Guy Sacre considère qu'il s'agit d'« une pièce sans prétention mais non sans charme », et « un des morceaux les moins difficiles à jouer de son auteur ».

## Postérité
Edward Garden range la Doumka parmi les « partitions d'une valeur exceptionnelle » de Balakirev pour le piano. André Lischke considère que ces partitions composées à partir de 1900, « réellement réussies, mériteraient mieux que le semi-oubli dans lequel on les tient actuellement ».

## Discographie
- Balakirev, Intégrale des œuvres pour piano par Alexander Paley (New York, octobre 1992, 6 CD ESS.A.Y Records CD1028/33 / Brilliant Classics)[11] (OCLC 1109982074 et 32601566) et (OCLC 886533155).
- Balakirev, Intégrale des œuvres pour piano par Nicholas Walker (2012 à 2019, Grand Piano GP636 à GP846)[12],[13] (OCLC 163440730 et 43451621)

### Ouvrages généraux
- André Lischke et François-René Tranchefort (dir.), Guide de la musique de piano et de clavecin : Mili Balakirev, Paris, Fayard, coll. « Les Indispensables de la musique », 1987, 870 p. (ISBN 978-2-213-01639-9), p. 72-75.
- Guy Sacre, La musique pour piano : dictionnaire des compositeurs et des œuvres, vol. I (A-I), Paris, Robert Laffont, coll. « Bouquins », 1998, 1495 p. (ISBN 978-2-221-05017-0), p. 246-266.

### Monographies
- (en) Edward Garden, Balakirev : A Critical Study of his Life and Music, Londres, Faber and Faber, 1967, 352 p. (OCLC 464329486, BNF 43004569).